# 天主教松巴萬加教區
天主教松巴萬加教區 （拉丁語：Dioecesis Sumbavangensis）是坦桑尼亞一個羅馬天主教教區。屬姆貝亞總教區。
1946年5月10日設立宗座代牧區，1953年3月25日升為教區。
教區位於魯區南部，2010年有711,680名教友（佔轄區總人口64.1%）、廿三個堂區、五十四名司鐸。目前教區主教為達彌盎·基亞魯齊。